# Monica Geingos
Monica Geingos (née Kalondo), née en 1977, est une entrepreneure namibienne, avocate et Première dame de Namibie de 2015 jusqu'au 4 février 2024.
En 2012, elle est élue l'une des douze personnes les plus influentes de Namibie, et en 2020, elle figure sur la liste des 100 femmes africaines les plus influentes.
Elle a été membre du conseil d'administration et administratrice de plusieurs grandes entreprises du pays. Elle a également présidé le Conseil consultatif économique présidentiel.

## Biographie

### Famille
Geingos épouse le président élu de la Namibie de l'époque, Hage Geingob, le 14 février 2015, peu de temps avant qu'il ne prête serment. Elle est Première dame depuis mars 2015.

### Formation
Monica Geingos est diplômée de l'université de Namibie. Elle est titulaire de deux diplômes juridiques B. Juris et d'un LLB.

### Carrière professionnelle
Elle commence sa carrière pour la Bourse de Namibie (NSX) à Windhoek.
Elle préside le conseil d'administration d'eBank Namibia, elle est directrice générale de l'entreprise financière Stimulus et de Point Break
Elle travaille 15 ans dans le secteur financier, en tant qu'experte en private equity et gouvernance.

## Pour approfondir